# خوان دي كارسير
خوان دي كارسير مدرب كرة قدم أسباني، ودرب ريال مدريد 7 سنوات (1920 - 1927) لكنه لم يحقق أي بطولة.